# Dernier Refuge
Dernier Refuge è un film del 1947 diretto da Marc Maurette.
Il film, di produzione francese, è basato sul romanzo Il pensionante di Georges Simenon.